# Абдо, Мухаммад
Муха́ммад А́бдо (Абду), также Муха́ммед А́бдо (араб. محمد عبده‎;
1849, Шубра-Хит, Египетский эялет, Османская империя — 11 июня 1905, Александрия, Египетский хедиват, Османская империя) — египетский общественный и религиозный деятель, либеральный реформатор, считающийся основателем исламского модернизма. Главный муфтий Египта (1899—1905). Ученик и соратник Джамал ад-дина аль-Афгани. Автор работ о толковании Корана, реформах шариата, системы образования и т. д.

## Биография
Мухаммад Абдо родился в 1849 году близ Даманхура (Нижний Египет) в туркменской семье. Ещё в раннем детстве его начинают обучать азам грамотности и чтению Корана. На формирование его религиозных взглядов оказал влияние его дядя, который был суфийским шейхом. В возрасте тринадцати лет его отправили в школу суфийского шейха Саида аль-Бадави при мечети «Ахмадия». Некоторое время вёл замкнутую, аскетическую жизнь. Его увлечённость суфизмом выразилась в его ранних трактатах, таких как Трактат о мистическом вдохновении (1874), посвящённый изложению доктрины Ибн Араби.
В 1866 году Мухаммад Абдо поступает в ведущее учебное заведение в Каире Аль-Азхар, в котором становится учеником Джамал-ад-дина ал-Афгани — известного философа и реформатора, идеолога панисламизма, выступавшего против европейского колониализма. После окончания университета Мухаммад Абдо некоторое время преподаёт логику и теологию в Аль-Азхаре. Статьи Мухаммада Абдо выходили во многих периодических изданиях Египта, чаще всего в газете «Аль-Ахрам».
За поддержку восстания Араби-паши в 1882 году высылается из Египта на шесть лет, вследствие чего сначала проживает в Ливане, затем во Франции, Великобритании, в которых продолжает свою деятельность. Совместно с аль-Афгани основал в Париже тайное общество «Наикрепчайшая связь» (аль-Урва аль-вуска), издававшее газету с тем же названием, которая была популярна в среде мусульманской интеллигенции.
Внёс большой вклад в становление современной арабской публицистики, литературы и литературного языка, возглавив школу журналистики при газете «Аль-Вакаи аль-Мисрия» («Египетские события»). Его статьи на религиозно-философские, социально-политические и моральные темы, опубликованные в период 1876—1905, явились образцами современного арабского языка и нового публицистического стиля.
В 1885 году приехал в Бейрут, где написал несколько книг. В 1888 году Мухаммад Абдо возвращается в Египет, где занимал ряд постов в государственном аппарате и системе образования. В 1899 году становится муфтием страны. В это время он основывает религиозное общество, становится президентом общества возрождения арабских наук. Возглавил Административный совет аль-Азхара и работает в направлении реформирования университета. Ввёл в программу Университета преподавание таких светских дисциплин, как математика, история и география.
Мухаммад Абдо умер 11 июля 1905 года.

## Религиозные взгляды

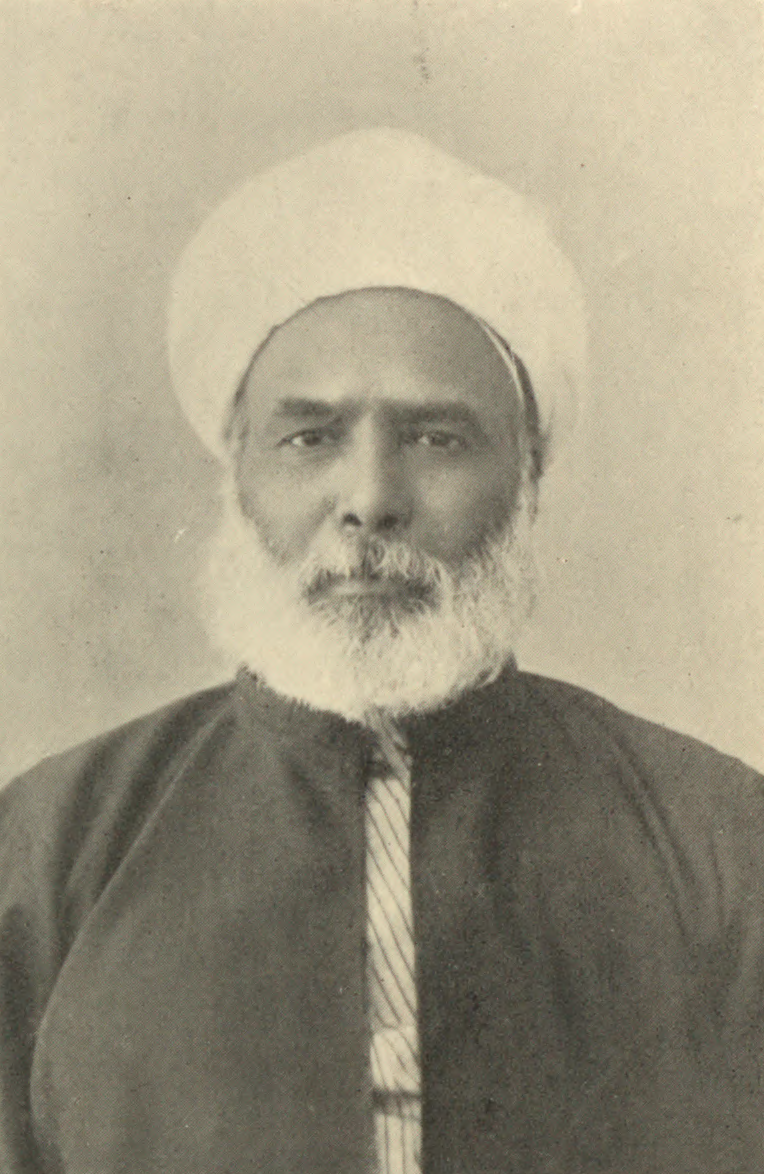
Портрет из очерка «New Egypt» 1906 года

Отвергал слепое следование поздним религиозным авторитетам и считал недопустимым «закрытие иджтихада». Издавал фетвы, противоречащие фетвам правоверных суннитских мазхабов, за что вызвал на себя огонь критики ортодоксов. В частности против него выступил турецкий ханафитский традиционалист шейх уль-ислам Мустафа Сабри Эфенди. Считал необходимым проведение реформ в исламе через возврат к его основам (см. исламский фундаментализм). Отвергал наличие духовенства и духовных авторитетов в религии, отвергая их исключительное право трактовать священные тексты. По некоторым богословским вопросам он следовал учению средневекового богослова Ибн Таймии.
Ещё после окончания Аль-Азхара Мухаммад Абдо довольно резко выступал против суфизма, хотя и признавал некоторые достоинства учения — нравственное самосовершенствование, обретение внутренней веры, критическое отношение к официальной догматике и др. Порицает культ святых и чудотворство, считая это мошенничеством. Будучи в должности директора Департамента печати Египта он запрещает «Мекканские откровения» Ибн аль-Араби, посчитав его вредным для широкой публики.
Издал фатву, разрешающую мусульманам получать проценты по банковским вкладам, что ранее было запрещено как ростовщичество. Выступал против многожёнства, если оно приводит к несправедливости, а также расовой дискриминации. Считал ношение хиджаба необязательным для мусульманок.
Мухаммад Абдо — автор одного из наиболее авторитетных современных тафсиров Корана, «Послания о единобожии» (Рисала ат-таухид). Сам Мухаммад Абдо утверждал, что каждой эпохе нужна своя самостоятельная трактовка.
Деятельность Мухаммад Абдо была подвергнута критике со стороны суннитских богословов, таких как Мустафа Сабри и др.

## Политические идеи
Мухаммад Абдо считал, что любой правитель в первую очередь представляет сугубо земную власть, которая не освящена Божественными мотивами. Глава государства обязан исполнять роль политического лидера общества, защищать религию и пропагандировать её идеалы. Мухаммад Абдо также был сторонником народовластия и идеи выборности руководителей государства. Считал, что конституционного строя можно добиться путём мирного соглашения с правительством.
Указывал на преимущества парламентского строя. Был сторонником идеи постепенного движения к парламентаризму, который предусматривал временное правление диктатора. Считал, что бунт против существующей власти является показателем неготовности народа к подлинной свободе. Выступал за независимость Египта от Османской империи и от Запада и придерживался идей национализма («Египет для египтян»). Одновременно с этим выступал за воссоздание исламского Халифата во главе с османским султаном, сотрудничал с англичанами, за что его называли «самым большим среди египтян англофилом».
Выступал за поддержание добрых отношений с христианами и призывал мусульман читать Тору и Библию.